# Ізабель Кершовскі
Ізабель Кершовскі (нім. Isabel Kerschowski, 22 січня 1988, Берлін) — німецька футболістка, Олімпійська чемпіонка. Нападник футбольного клубу «Вольфсбург» і національної збірної Німеччини.

## Ігрова кар'єра
У дорослому футболі дебютувала в 2005 виступами за футбольний клуб «Потсдам». За сім сезонів провела 122 матчі в яких забила 25 голів.
З 2012 по 2014 рік захищала кольори команди «Баєр 04»
Влітку 2014 перейшла до футбольного клубу «Вольфсбург».

## Збірна
У складі юніорської збірної Німеччини провела 61 матч, забила 35 м'ячів.
У складі молодіжної збірної Німеччини, провела 18 матчів, забила 8 м'ячів.
У складі національної збірної Німеччини дебютувала ще в 2007.
Олімпійська чемпіонка 2016.

### Голи в складі збірної
| Голи за національну збірну | Голи за національну збірну | Голи за національну збірну | Голи за національну збірну | Голи за національну збірну | Голи за національну збірну | Голи за національну збірну |
| #                          | Дата                       | Місце                      | Суперник                   | Гол                        | Рахунок                    | Турнір                     |
| -------------------------- | -------------------------- | -------------------------- | -------------------------- | -------------------------- | -------------------------- | -------------------------- |
| 1.                         | 8 квітня 2016              | Стамбул, Туреччина         | Туреччина                  | 1–0                        | 6–0                        | Кваліфікація ЧЄ-2017       |
| 2.                         | 8 квітня 2016              | Стамбул, Туреччина         | Туреччина                  | 3–0                        | 6–0                        | Кваліфікація ЧЄ-2017       |
| 3.                         | 8 квітня 2016              | Стамбул, Туреччина         | Туреччина                  | 6–0                        | 6–0                        | Кваліфікація ЧЄ-2017       |
| 4.                         | 30 липня 2017              | Роттердам, Нідерланди      | Данія                      | 1–0                        | 1–2                        | ЧЄ-2017                    |

Джерело:

## Титули і досягнення

### Клубні
«Потсдам»
- Чемпіонка Німеччини (5): 2006, 2009, 2010, 2011, 2012
- Володарка Кубка Німеччини (1): 2006
- Володарка Ліги чемпіонів (1): 2010

«Вольфсбург»
- Чемпіонка Німеччини (1): 2017
- Володарка Кубка Німеччини (3): 2015, 2016, 2017

### Збірна
- Олімпійська чемпіонка (1): 2016.

## Приватне життя
У вересні 2017 року вона одружилася зі своєю дівчиною.